# Национальная галерея Сингапура
Национальная галерея Сингапура (англ. National Gallery Singapore) — художественный музей в центральном районе Downtown Core города Сингапур, основанный в 2005 и открытый в ноябре 2015 года в комплексе из двух зданий — бывшего здания Верховного суда и бывшей мэрии; имеет общую площадь в 64000 м²; в первом этапе архитектурного конкурса на музейное здание было подано 111 заявок из 29 стран мира — пять финалистов были отобраны в мае 2007 года; является крупнейшей в мире публичной коллекцией сингапурского и юго-восточноазиатского искусства, состоящей из более чем 8000 предметов: от классических работ до произведений современного искусства.

## История и описание

### Здание
В своем регулярном выступлении, проходящем после ежегодного празднования дня независимости Сингапура, 21 августа 2005 года премьер-министр Ли Сянь Лун упомянул о план правительства по преобразованию бывшего здания Верховного суда (суд занимал его до своего переезда в новое здание 20 июня 2005) и мэрии в новую национальную галерею. Через год, 2 сентября 2006, министр информации, связи и искусства Ли Бун Янг официально объявил о создании Национальной галереи Сингапура — на выступлении во время Сингапурской биеннале.
После этого Министерство информации, связи и искусств (MICA) приступило к реализации проекта, образовав совместно с Министерством иностранных дел «руководящий комитет», первым главой которого стал нейрохирург Баладжи Садасиван (1955—2010); комитет сформировал четыре консультативные группы по вопросам музееведения, архитектурной консервации, финансов и связи.
23 февраля 2007 года MICA — совместно с Сингапурским институтом архитекторов — объявило открытый конкурс на двухэтапное архитектурное проектирование музейного здания. В первом (концептуальном) этапе приняли участие 111 архитекторов и бюро из 29 стран мира — пять финалистов были отобраны в мае 2007 года. Сложность работы состояла в том, что из-за охранного статуса исторического здания Верховного суда, некоторые его части — такие как фасад — не могли быть изменены; то же относилось и к мэрии, в которой союзники приняли капитуляцию японских войск 12 сентября 1945 года. Участники также должны были представить заявки в рамках бюджета в 320 миллионов долларов США. Члены международного жюри под председательством профессора Томми Ко (Tommy Koh Thong Bee), в состав которого входили как чиновники городской администрации, так и музейные работники, выбрали трёх победителей.
29 августа 2007 года победителями были объявлены проекты «Studio Milou Architecture» (Франция), «Ho + Hou Architects» (Тайвань) и «Chan Sau Yan Associates» (Сингапур) — каждая из компаний получила по 150 000 долларов. Другими двумя фирмами, которые были включены в шорт-лист на первом этапе, были «DP Architects» и австралийское бюро «Smart Design Studio». Выставка предложений всех пяти финалистов была проведена в здании мэрии в октябре 2007 года — сингапурской общественности было предложено высказать свое мнение о проектах.
В мае 2008 года сингапурское отделение бюро «Studio Milou», специализирующегося на проектировании музеев и культурных пространств, стало окончательным победителем: в партнерстве с «CPG Consultants» (Сингапур) ему было поручено завершить проектирование и построить новую галерею. Компания «CPG Consultants» — дочерняя компания «CPG Corporation» — была выбрана в связи с тем, что к тому моменту уже выполнила более 20 проектов по перепрофилированию сингапурских памятников архитектуры. Дизайн предполагал постройку крыши («навеса»), поддерживаемой «древовидными» колоннами, которые соединяли бы два ранее независимых корпуса. Проект включал создание широкой лестницы, связывающей подвал с верхними уровнями, и масштабное использование солнечной энергии. 21 декабря 2010 года галерея назначила совместное предприятие «Takenaka-Singapore Piling» главным подрядчиком строительства; сами строительные работы начались в январе 2011 года; новая галерея официально открыла свои двери для широкой публики 24 ноября 2015 года.
Общая планировка здания суда является примером британской колониальной архитектуры, в то время как здание мэрии было построено в период между 1926 и 1929 годами в стиле неоклассической британской архитектуры. Городская администрация занимала здание — совместно с офисами нескольких правительственных департаментов — с 1963 по 1991 год; оно было освобождено в 2006 году.

### Коллекция
Коллекция галереи состоит из произведений классического и современного искусства; собрание специализируется на искусстве Сингапура и Юго-Восточной Азии начиная XIX века до наших дней. Постоянная экспозиция разделена на две части: «DBS Singapore Gallery» и «UOB Southeast Asia Gallery». Через свою коллекцию галерея пытается представить посетителям развитие сингапурской и региональной культуры — стараясь донести развитие социальной, экономической и политической жизни региона. Основу музейного собрания составила «Национальную коллекцию Сингапура» — крупнейшую в мире публичная коллекцию современного искусства Юго-Восточной Азии, созданная в 1976 году и составляющая примерно 8000 экземпляров (по данным на 2010 год). Она включает как классическую живопись, так и современные видеоинсталляции; работы таких авторов как Аффанди Кусума и Фернандо Аморсоло (1892—1972) представлены в собрании.